# Santuario di Santa Maria al Romituzzo
Il santuario di Santa Maria a Romituzzo, sede parrocchiale dal 1967, si trova nella periferia meridionale di Poggibonsi, in provincia di Siena, arcidiocesi di Siena-Colle di Val d'Elsa-Montalcino.

## Storia e descrizione
Deve il suo nome, Romituzzo, al fatto che in quel luogo, un tempo in aperta campagna, si erano ritirate a vivere alcune donne devote, dette romite, fin dal XIV secolo.
Sempre nel corso del XIV secolo, un pittore di scuola senese aveva affrescato un tabernacolo viario con l'immagine della Madonna della neve. La devozione per questa immagine crebbe a tal punto che attorno al 1460 venne costruito un oratorio, nella sua prima struttura, per volere di Antonio degli Adimari.
L'oratorio visse il periodo di massimo splendore attorno alla metà del Cinquecento, quando venne ristrutturato il portico esterno.
Gli interni della chiesa e della sagrestia sono dominati dalla presenza di molti ex voto offerti alla Madonna da parte di fedeli miracolati. Si tratta di oltre 5.000 ex voto anatomici in carta pressata, raffiguranti varie parti del corpo umano, per lo più appesi nella parte alta dell'aula della chiesa. A essi vanno aggiunte circa 90 tavolette dipinte, di cui una ventina esposte in sagrestia.